# Райхенвальде
Райхенвальде (нем. Reichenwalde) — община в Германии, в земле Бранденбург. 
Входит в состав района Одер-Шпре. Подчиняется управлению Шармютцельзе.  Население составляет 1122 человека (на 31 декабря 2010 года). Занимает площадь 26,03 км².
Коммуна подразделяется на 3 сельских округа.